# Jubala
Jubala – wymarły rodzaj owadów z rzędu świerszczokaraczanów i rodziny Euryptilonidae, obejmujący tylko jeden znany gatunek: Jubala pectinata.
Rodzaj ten wprowadzony został w 2015 roku przez Daniła Aristowa i Aleksandra Rasnicyna dla pojedynczego gatunku, opisanego w 2000 roku przez Wiktora Nowokszonowa jako Sylvardembia pectinata. Opisu dokonano na podstawie dwóch skamieniałości, odnalezionych w Czekardzie, na terenie Kraju Permskiego w Rosji i pochodzących z piętra kunguru, z permu.
Owad ten miał ciało długości ponad 22 mm. Hipognatyczna głowa miała dość małe oczy i grube czułki. Dość małe, odwrotnie trapezowate przedplecze miało szeroki pierścień paranotalny. Krótkie odnóża miały stopy o piątym członie tak długim jak pozostałe cztery razem wzięte. Śródplecze było poprzeczne, zaplecze wydłużone, a odwłok długi i wąski. Przednie skrzydło miało 21 mm długości, lekko wypukły przedni brzeg, pole kostalne szersze niż pole subkostalne, sektor radialny z tylnymi odgałęzieniami oraz zlane u nasady żyłkę medialną i przednią żyłkę kubitalną. Tylne skrzydło miało 18 mm długości, prosty przedni brzeg i esowatą nasadę żyłki radialnej.